# Swan (Iowa)
Pour les articles homonymes, voir Swan.
Swan est une ville du comté de Marion, en Iowa, aux États-Unis. Elle est  incorporée le 16 juin 1884.

## Source de la traduction
- (en) Cet article est partiellement ou en totalité issu de l’article de Wikipédia en anglais intitulé « Swan, Iowa » (voir la liste des auteurs).